# Hasse Ekman
Hasse Ekman (Estocolmo, Suecia, 10 de septiembre de 1915 - Marbella, España 15 de febrero de 2004) fue un actor, director, guionista y escritor sueco. Hijo de Gösta Ekman (senior) y padre de Gösta Ekman (junior). 
Hasse Ekman vivió en Málaga desde 1964 hasta su muerte en 2004.

## Filmografía
- 1958 - Jazzgossen
- 1957 - Med glorian på sned
- 1956 - Ratataa
- 1956 - Sjunde himlen
- 1954 - Gabrielle (film)
- 1953 - Gycklarnas afton
- 1950 - Flicka och hyacinter
- 1949 - Flickan från tredje raden
- 1948 - Banketten
- 1946 - Medan porten var stängd
- 1945 - Kungliga patrasket
- 1945 – Fram för lilla Märta
- 1943 - Ombyte av tåg
- 1942 - Lågor i dunklet
- 1941 - Första divisionen
- 1940 - Med dej i mina armar
- 1936 - Intermezzo